# Megarische Posse
Die Megarische Posse oder Megarische Komödie war ein komisches Schauspiel, das in Megara entstand und indirekt für das 5. Jahrhundert v. Chr. bezeugt ist. Die Megarische Posse war vermutlich improvisiert und durch stereotype Rollen sowie derbe Witze gekennzeichnet. Von der Existenz dieses Schauspiels wissen wir nur durch attische Dichter der Alten Komödie, die sich von den Megarischen Späßen (altgriechisch Μεγαρικὰ σκώμματα Megarika skōmmata) abgrenzen wollten. So kritisieren Ekphantides, Eupolis und insbesondere Aristophanes in Die Wespen diese Art des komischen Schauspiels. Aus dieser Kritik lässt sich schließen, dass in einer der Possen Sklaven Nüsse in das Publikum warfen und Herakles um seine Mahlzeit betrogen wurde.